# Saverio Musmeci
Saverio Musmeci (Acireale, 1633 – Acireale, 1691) è stato un ingegnere italiano specializzato in ingegneria militare.

## Biografia
Grazie alle sue competenze e ai suoi studi sul noto fisico e matematico messinese Giovanni Antonio Borrelli, nel 1669, durante la tragica eruzione che investì ed in parte sommerse Catania, partecipò con Giacinto Platania e don Diego Pappalardo al primo e storico tentativo di deviazione del corso della lava.